# Isabelle Axelsson
Pour les articles homonymes, voir Axelsson.
Isabelle Axelsson, née en 2000 ou 2001, est une militante écologiste suédoise, originaire de Stockholm,.

## Biographie

### Militantisme
Axelsson est activiste et organisatrice de Fridays for Future Sweden depuis décembre 2018,. Fin janvier 2020, elle a assisté au Forum économique mondial de Davos avec d'autres militants pour le climat, à savoir Greta Thunberg, Luisa Neubauer, Loukina Tille et Vanessa Nakate,.

### Vie privée
Axelsson est autiste.

## Publication
Elle a contribué à un livre intitulé Gemeinsam für die Zukunft - Fridays For Future und Scientists For Future: Vom Stockholmer Schulstreik zur weltweiten Klimabewegung. Dans le livre, elle a contribué avec des détails de Fridays for Future, pour donner au lecteur une perspective de quelqu'un dans Fridays for Future.